# Pork Recordings
Pork Recordings est un label de musique basé à Kingston-upon-Hull, dans le Yorkshire, au nord-est de l'Angleterre. Il s'est spécialisé dans la musique électronique, plus particulièrement le downtempo et le chill-out. 
Créé au début des années 1990 par David « Porky » Brennand, les artistes les plus connus qui en font partie sont Fila Brazillia, Baby Mammoth, Bullitnuts et, plus récemment, Leggo Beast.